# Vitális család
A vitálisfalvi Vitális család egy régi magyar köznemesi család volt. Vitális István és felesége, Fischer Karitász 1698-ban, Lipót magyar királytól nyert adománybirtokot a Szepes vármegyei Leszkovány helységre. A család több ágra szakadt, akik a Vitálison túl az Okolicsányi és Szemesi vezetékneveket is viselték. A 18. századra a család szét volt szóródva Felső-Magyarország különböző részein, így Szepes, Liptó és Abaúj vármegyékben is. Valamennyi ágának tagja vármegyei tisztségeket töltött be. Egyes családtagok a sztósházi előnevet is viselik.